# Filmografia de Jane Fonda

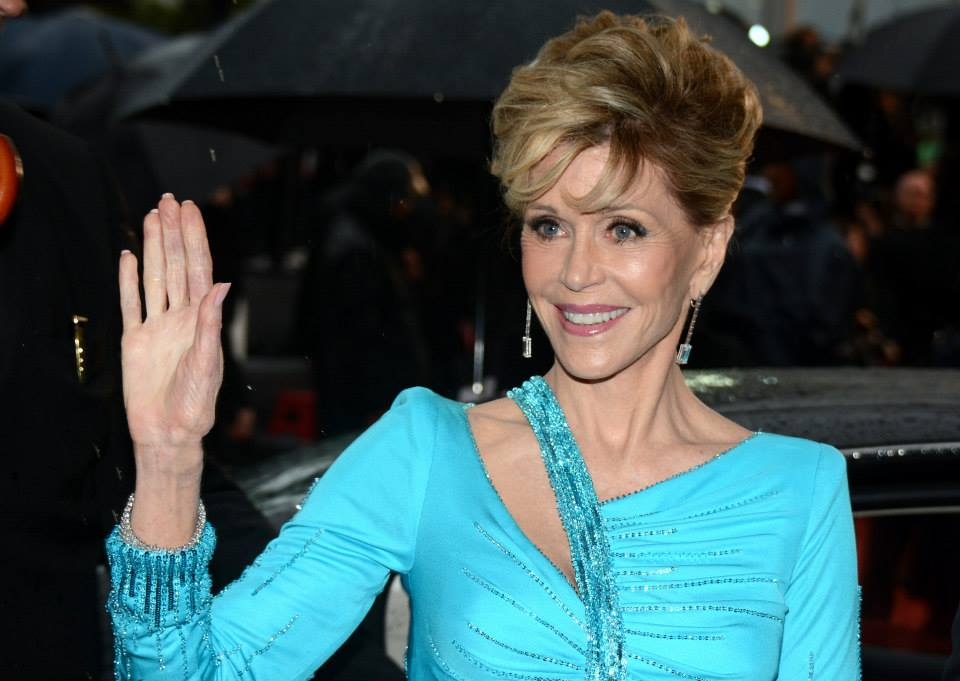
Jane Fonda no Cannes Film Festival de 2013.

A seguir, a filmografia completa de Jane Fonda, uma atriz, escritora e ex-modelo estadunidense, vencedora de dois Oscars, por Klute - O Passado Condena (1971) e Amargo Regresso (1978).

## Cinema
| Ano  | Título                          | Papel                  | Diretor                                    | Nota(s)      |
| ---- | ------------------------------- | ---------------------- | ------------------------------------------ | ------------ |
| 1960 | Tall Story                      | June Ryder             | Joshua Logan                               |              |
| 1962 | Walk on the Wild Side           | Kitty Twist            | Edward Dmytryk                             |              |
| 1962 | The Chapman Report              | Kathleen Barclay       | George Cukor                               |              |
| 1962 | Period of Adjustment            | Isabel Haverstick      | George Roy Hill                            |              |
| 1963 | In the Cool of the Day          | Christine Bonner       | Robert Stevens                             |              |
| 1963 | Sunday in New York              | Eileen Tyler           | Peter Tewksbury                            |              |
| 1964 | Joy House                       | Melinda                | René Clément                               |              |
| 1964 | Circle of Love                  | Sophie                 | Roger Vadim                                |              |
| 1965 | Cat Ballou                      | Catherine 'Cat' Ballou | Elliot Silverstein                         |              |
| 1966 | The Chase                       | Anna Reeves            | Arthur Penn                                |              |
| 1966 | The Game Is Over                | Renee Saccard          | Roger Vadim                                |              |
| 1966 | Any Wednesday                   | Ellen Gordon           | Robert Ellis Miller                        |              |
| 1967 | Hurry Sundown                   | Julie Ann Warren       | Otto Preminger                             |              |
| 1967 | Barefoot in the Park            | Corie Bratter          | Gene Saks                                  |              |
| 1968 | Spirits of the Dead             | Contessa Frederica     | Federico Fellini, Louis Malle, Roger Vadim |              |
| 1968 | Barbarella                      | Barbarella             | Roger Vadim                                |              |
| 1969 | They Shoot Horses, Don't They?  | Gloria Beatty          | Sydney Pollack                             |              |
| 1971 | Klute                           | Bree Daniels           | Alan J. Pakula                             |              |
| 1972 | Tout Va Bien                    | Suzanne                | Jean-Luc Godard, Jean-Pierre Gorin         |              |
| 1973 | Steelyard Blues                 | Iris Caine             | Alan Myerson                               |              |
| 1973 | A Doll's House                  | Nora Helmer            | Joseph Losey                               |              |
| 1976 | The Blue Bird                   | The Night              | George Cukor                               |              |
| 1977 | Fun with Dick and Jane          | Jane Harper            | Ted Kotcheff                               |              |
| 1977 | Julia                           | Lillian Hellman        | Fred Zinnemann                             |              |
| 1978 | Coming Home                     | Sally Hyde             | Hal Ashby                                  |              |
| 1978 | Comes a Horseman                | Ella Connors           | Alan J. Pakula                             |              |
| 1978 | California Suite                | Hannah Warren          | Herbert Ross                               |              |
| 1979 | The China Syndrome              | Kimberly Wells         | James Bridges                              |              |
| 1979 | The Electric Horseman           | Alice 'Hallie' Martin  | Sydney Pollack                             |              |
| 1980 | 9 to 5                          | Judy Bernly            | Colin Higgins                              |              |
| 1981 | On Golden Pond                  | Chelsea Thayer Wayne   | Mark Rydell                                |              |
| 1981 | Rollover                        | Lee Winters            | Alan J. Pakula                             |              |
| 1985 | Agnes of God                    | Dr. Martha Livingston  | Norman Jewison                             |              |
| 1986 | The Morning After               | Alex Sternbergen       | Sidney Lumet                               |              |
| 1989 | Old Gringo                      | Harriet Winslow        | Luis Puenzo                                |              |
| 1990 | Stanley & Iris                  | Iris Estelle King      | Martin Ritt                                |              |
| 2005 | Monster-in-Law                  | Viola Fields           | Robert Luketic                             |              |
| 2007 | Georgia Rule                    | Georgia Randall        | Garry Marshall                             |              |
| 2011 | All Together                    | Jeanne                 | Stéphane Robelin                           |              |
| 2012 | Peace, Love & Misunderstanding  | Grace                  | Bruce Beresford                            |              |
| 2013 | The Butler                      | Nancy Reagan           | Lee Daniels                                |              |
| 2014 | Better Living Through Chemistry | Pharmacy Customer      | David Postmentier, Geoff Moore             | Participação |
| 2014 | This Is Where I Leave You       | Hilary Altman          | Shawn Levy                                 |              |
| 2015 | Youth                           | Brenda Morel           | Paolo Sorrentino                           |              |
| 2015 | Fathers and Daughters           | Teddy Stanton          | Gabriele Muccino                           |              |
| 2017 | Our Souls at Night              | Addie Moore            | Ritesh Batra                               |              |
| 2018 | Book Club                       | Vivian                 | Bill Holderman                             |              |
| 2022 | Luck                            | The Dragon             | Peggy Holmes                               | Em produção  |

## Televisão
| Ano           | Título                         | Papel                   | Nota(s)                                                  |
| ------------- | ------------------------------ | ----------------------- | -------------------------------------------------------- |
| 1961          | A String of Beads              | Gloria Winters          | Telefilme                                                |
| 1982          | 9 to 5                         | O'Neil                  | Episódio: "The Security Guard"                           |
| 1984          | The Dollmaker                  | Gertie Nevels           | Telefilme                                                |
| 2012–2014     | The Newsroom                   | Leona Lansing           |                                                          |
| 2014          | The Simpsons                   | Maxine Lombard (voz)    | Episódio: "Opposites A-Frack"                            |
| 2015–presente | Grace and Frankie              | Grace Hanson            | Também produtora execultiva                              |
| 2016          | Elena and the Secret of Avalor | Shuriki (voz)           | Telefilme                                                |
| 2017–2020     | Elena of Avalor                | Shuriki (voz)           | 10 episódios                                             |
| 2020          | The Ellen DeGeneres Show       | Ela mesma (convidada)   | Episódio: "17/01/2020"                                   |
| 2020          | Who Wants to Be a Millionaire? | Ela mesma (competidora) | Episódio: "Nikki Glasser, Jane Fonda & Anthony Anderson" |
| 2020          | Make It Work!                  | Ela mesma               | Especial de televisão                                    |
| 2022          | Dear...                        | Ela mesma               |                                                          |

## Documentários
| Ano  | Título                                     | Papel     |
| ---- | ------------------------------------------ | --------- |
| 1972 | Letter to Jane                             | Ela mesma |
| 1972 | F.T.A.                                     | Ela mesma |
| 1974 | Introduction to the Enemy                  | Ela mesma |
| 1990 | The Earth Day Special                      | Ela mesma |
| 2000 | Generation 2000: Changing Girls' Realities | Ela mesma |
| 2002 | Searching for Debra Winger                 | Ela mesma |
| 2003 | V-Day: Until the Violence Stops            | Ela mesma |
| 2011 | Miss Representation                        | Ela mesma |
| 2018 | Jane Fonda in Five Acts                    | Ela mesma |
| 2020 | 9to5: The Story of a Movement              | Ela mesma |

## VHS
| Ano  | Título                                                              | Nota(s)                                               |
| ---- | ------------------------------------------------------------------- | ----------------------------------------------------- |
| 1982 | Jane Fonda's Workout                                                | conhecido como Workout Starring Jane Fonda            |
| 1983 | Jane Fonda's Pregnancy, Birth and Recovery Workout                  |                                                       |
| 1984 | Jane Fonda's Workout Challenge                                      |                                                       |
| 1984 | Jane Fonda's Prime Time Workout                                     | Re-lançado como Jane Fonda's Easy Going Workout       |
| 1985 | Jane Fonda's New Workout                                            |                                                       |
| 1986 | Jane Fonda's Low Impact Aerobic Workout                             |                                                       |
| 1987 | Jane Fonda's Start Up                                               | conhecido como Start Up with Jane Fonda               |
| 1987 | Jane Fonda's Sports Aid                                             |                                                       |
| 1987 | Jane Fonda's Workout with Weights                                   | Re-lançado como Jane Fonda's Toning and Shaping       |
| 1988 | Jane Fonda's Complete Workout                                       |                                                       |
| 1989 | Jane Fonda's Light Aerobics and Stress Reduction Program            | Re-lançado como Jane Fonda's Stress Reduction Program |
| 1990 | Jane Fonda's Lean Routine Workout                                   |                                                       |
| 1990 | Jane Fonda's Workout Presents Fun House Fitness: The Swamp Stomp    |                                                       |
| 1990 | Jane Fonda's Workout Presents Fun House Fitness: The Fun House Funk |                                                       |
| 1991 | Jane Fonda's Lower Body Solution                                    |                                                       |
| 1992 | Jane Fonda's Step Aerobic and Abdominal Workout                     |                                                       |
| 1993 | Jane Fonda's Favorite Fat Burners                                   |                                                       |
| 1993 | Jane Fonda's Yoga Exercise Workout                                  |                                                       |
| 1994 | Jane Fonda's Step and Stretch Workout                               |                                                       |
| 1995 | Jane Fonda's Personal Trainer Series: Low Impact Aerobics & Stretch |                                                       |
| 1995 | Jane Fonda's Personal Trainer Series: Total Body Sculpting          |                                                       |
| 1995 | Jane Fonda's Personal Trainer Series: Abs, Buns & Thighs            |                                                       |
| 2010 | Jane Fonda's Prime Time: Fit and Strong                             |                                                       |
| 2010 | Jane Fonda's Prime Time: Walkout                                    |                                                       |
| 2011 | Jane Fonda's Prime Time: Trim, Tone & Flex                          |                                                       |
| 2011 | Jane Fonda's Prime Time: Firm & Burn                                |                                                       |
| 2012 | Jane Fonda's Am/Pm Yoga for Beginners                               |                                                       |